# Open Packaging Conventions
Open Packaging Conventions (w skrócie OPC) – część specyfikacji Office Open XML definiująca następujące koncepcje:
Paczka (czyli cały plik OOXML)kontener grupujący elementy różnego rodzaju, np. dokumenty XML, zasoby i metadane. Paczka reprezentuje dokument jako całość i ma strukturę płaską, tj. jej składniki nie są ułożone hierarchicznie.
Składniki (treść dokumentu, formatowanie, pliki obrazów, dźwięków itp)Są to strumienie bajtów zgromadzone w paczce, z którymi skojarzona jest informacja o rodzaju przechowywanej zawartości oraz poprawna nazwa, po której składnik jest identyfikowany wewnątrz paczki. Składniki reprezentują poszczególne elementy dokumentu. Informacja o rodzaju zawartości składnika jest dana w postaci zdefiniowanej w sekcji 3.7 RFC 2616 ↓, np. obrazy JPEG są oznaczane jako image/jpeg, zaś pliki XML jako application/xml. Nazwa składnika składa się z segmentów rozdzielonych znakiem odwróconego ukośnika, np. /widgets/widget1.xml. Ze względu na interoperacyjność i internacjonalizację, w OPC obowiązuje kodowanie dokumentów XML będących składnikami paczek z użyciem zdefiniowanych w standardzie Unicode kodowań UTF-8 lub UTF-16. (Uwaga: można się spotkać z informacją, że typ składnika to typ MIME (RFC 2406 ↓), jednak specyfikacja OPC odnosi się konsekwentnie do sekcji 3.7 RFC 2616 ↓ - definicji 'content-type' ze specyfikacji protokołu HTTP/1.1)
RelacjeSą to związki między składnikiem paczki i innymi zasobami (niekoniecznie wewnątrz paczki). Każdemu składnikowi będącemu źródłem odniesień towarzyszy składnik nazywany składnikiem relacji, przechowujący informacje o relacjach w formie XML. Nazwa takiego składnika jest tworzona poprzez wstawienie segmentu „_rels” przed ostatnim segmentem nazwy oryginalnego składnika i dodanie na koniec przyrostka „.rels”, np. składnikowi /widgets/widget1.xml może towarzyszyć składnik relacji /widgets/_rels/widget1.xml.rels. Źródłem odniesień może być sama paczka, która może być powiązana np. ze składnikiem przechowującym opisujące ją metadane. Relacje paczki opisane są w składniku relacji paczki o specjalnej, zarezerwowanej nazwie /_rels/.rels.

## Realizacja formatu
Najczęściej dokumenty Office Open XML mają formę archiwów ZIP, przechowujących pliki XML o zdefiniowanej strukturze oraz inne pliki. W takiej też formie zostały one zaimplementowane w Microsoft Office 2007. Wchodzące w skład archiwum pliki reprezentują poszczególne składniki paczki, zaś pełne ścieżki do tych plików wewnątrz archiwum odpowiadają nazwom składników.
Archiwum ZIP reprezentujące dokument Office Open XML składa się w najprostszej postaci przynajmniej z trzech elementów:
[Content_Types].xmlPlik XML, w którym przechowywane są informacje o rodzajach zawartości wszystkich składników, które składają się na dokument. Plik ten nie powinien być traktowany jako składnik paczki, ponieważ zawiera w nazwie znaki „[” i „]”, niedozwolone w nazwach składników.
_rels/.relsSkładnik relacji paczki. W pliku tym znajdują się definicje wszystkich relacji paczki, takie jak odwołania do składników przechowujących metadane czy głównego składnika w dokumencie.
Główny składnik dokumentuSkładnik XML, z którym paczka związana jest relacją typu http://schemas.openxmlformats.org/officeDocument/2006/relationships/officeDocument. W przypadku dokumentów tekstowych jest to plik przechowujący treść dokumentu, w przypadku arkuszy kalkulacyjnych – plik skoroszytu, zaś w przypadku prezentacji multimedialnych – plik reprezentujący prezentację jako całość.